# Aspidimorpha zambiana
Aspidimorpha zambiana là một loài bọ cánh cứng trong họ Chrysomelidae. Loài này được Borowiec miêu tả khoa học năm 2006.